# Mao-Komo-Spezialworeda
Die Mao-Komo-Spezialworeda ist eine der 21 Woredas in der Region Benishangul-Gumuz innerhalb von Äthiopien.
Sie liegt in keiner Verwaltungszone von Benishangul-Gumuz und hat daher nicht den Status einer normalen Woreda. 
Gemeinsam mit dem Pawe-Spezialworeda ist sie die einzige Spezialworeda in der Region.